# Boschidar Abraschew
Boschidar Abraschew (bulgarisch Божидар Абрашев, engl. Transkription: Bozhidar Abrashev; * 28. März 1936 in Sofia; † 6. November 2006 ebenda) war ein bulgarischer Komponist, Musikpädagoge, Musiktheoretiker und Politiker. Vom 24. Juli 2001 bis zum 23. Februar 2005 war er bulgarischer Kulturminister.

## Leben
Boschidar Abraschew studierte an der Nationalen Musikakademie „Prof. Pantscho Wladigerow“ bei Pantscho Wladigerow und wurde 1960 mit dem Hauptfach Komposition graduiert. 1963 bis 1966 war er musikalischer Leiter des Orchesters des bulgarischen Staatsensembles für Volkslieder und Tänze, des ДАНПТ [DANPT] Filip Kutew. Ab 1964 war er an der Nationalen Musikakademie als Dozent in Teilzeitstellung und ab 1966 in Vollzeitstellung tätig. Seit 1967 war er Mitglied der Union bulgarischer Komponisten СБК [SBK]. 1990 wurde er Professor an der Nationalen Musikakademie „Prof. Pantscho Wladigerow“. 1991 erlangte er einen Doktorgrad in Изкуствознание [Kunststudien]. 1999 bis 2001 war er stellvertretender Direktor der Musikakademie. Er unterrichtete die Fächer Sinfonische Orchestrierung, Instrumentation, musikalische Analyse, elementare Musiktheorie, Musikinstrumentenkunde und Erfassung und Bearbeitung bulgarischer Volksmusik an verschiedenen Instituten wie der Geistlichen Akademie Plowdiw, der Konstantin-Preslawski-Universität Schumen, der Universität Sofia und der Süd-West-Universität Neofit Rilski. Er war einer der Mitbegründer der Nationalen Bewegung für Stabilität und Fortschritt. Ab 1990 war er Mitglied im Expertenrat für Musik des Kulturministeriums. Von 2001 bis 2005 war er bulgarischer Kulturminister im Kabinett Simeon Sakskoburggotskis und wurde im letzten Jahr der Regierung durch Nina Tschilowa abgelöst. 2004 stand er stark in der Kritik, als öffentlich wurde, dass er als Minister in Betracht zog, das Gebäude des Museums für ausländische Kunst an einen türkischen Investor zu veräußern. 2005 wurde er Abgeordneter in der Narodno Sabranie.
Am 5. November 2006 erlitt Abraschew einen Herzinfarkt. Seine Familie rief um 21.40 Uhr den medizinischen Notfalldienst, der Abraschew in ein Militärkrankenhaus brachte. Zunächst erholte er sich wieder ohne Komplikationen, doch es trat am 6. November erneut eine schwere Atemnot mit starken Brustschmerzen auf, und Abraschew verstarb an akutem respiratorischem Versagen um die Mittagszeit.
Verheiratet war er mit Lilina Abraschewa. Sie besuchte an der Musikakademie die Klasse von Paraschkew Chadschiew, als Boschidar dort unterrichtete. Bei einer gemeinsamen Konferenz lernten sie sich dort kennen. Sein Sohn Boschidar Abraschew ist ebenfalls Komponist und Dirigent. Mit Lilina hatte er noch zwei Töchter, Sneschana und Kristiana.

## Werke
Boschidar Abraschew komponierte über sechzig musikalische Werke. Darunter befinden sich Werke für Orchester, Kammermusik und Vokalmusik.
- Псалми за царя: [Psalmen für den Zaren]. Das Werk ist Simeon Sakskoburggotski gewidmet, der als letzter bulgarischer Zar von 1943 bis 1946 regierte. Es wurde 1993 veröffentlicht und ist für einen Solotenor, Männerchor und Sinfonieorchester komponiert. Dieses Werk soll auch ein Grund zur Ernennung Abraschews zum Kultusminister in Sakskoburggotskis Kabinett gewesen sein.[7]
- Св. Иван Рилски Чудотворец: [Heiliger Iwan Rilski, Wundertäter]. Liturgisches Oratorium, veröffentlicht 1999.
- Балада за Балкана: [Ballade über den Balkan]. für gemischten Chor und Orchester. Text: M. Spasow.
- Заклинание: [Zauber] Gedicht für Bassbariton und Orchester

## Ehrungen
Boschidar Abraschew war Träger der zweiten Stufe des Orden der Heiligen Kyrill und Methodius.

## Rezeption
Im Nachruf der СБК steht: Er hat in unserer musikalischen Kultur mit vielen Werken in fast allen Genres eine bleibende Spur hinterlassen und wird in den Köpfen der Kollegen und Freunde als hochgebildete berufliche und ethische Person bleiben.
Seine Tätigkeit als Minister wurde und wird in Bulgarien äußerst kritische beurteilt, woraufhin auch seine vorzeitige Entlassung hindeutet. Auf Grund seiner Entscheidungen, seiner Personalwechsel und vieler Auslandsreisen wird er in einem Nachruf auf vesti.bg als министърътс най-нисък рейтинг [Minister mit der schlechtesten Bewertung] bezeichnet.